# 黒河内山トンネル
黒河内山トンネル（くろこうちやまトンネル）は、山口県山口市の山陽自動車道のトンネル。広島方面から来ると山陽自動車道本線としては最後に通過するトンネルである。

## 概要
- 上り線（広島・岡山・神戸方面）長さ：2,705 m
- 下り線（北九州・福岡方面）長さ：2,693 m

※トンネル距離数はトンネル入口手前に設置された標識の記載によるもの。

## 歴史
- 1987年12月4日:防府東IC - 山口JCTの開通に伴い供用開始。

## 追記事項
- 下り側（下関側）出口すぐ近くに山口JCTがある。当初は中国道下関方面のみ接続するハーフジャンクションだったが、2008年（平成20年）11月11日に改良工事が完成し、中国道山口IC方面とも接続された。
- 下り線は出口すぐに山口JCTの分岐があるためトンネル内に予告掲示が数多くされているが、長大トンネルのため上下線共にトンネル内部は車線変更禁止に指定されており、山口IC方面に向かうためにはトンネルの手前で左車線を走行する必要がある。

## 関連事項
- 中国地方の道路一覧
- 西日本高速道路